# Вельшино
Вельшино  — деревня в Рамешковском районе Тверской области.

## География
Находится в восточной части Тверской области на расстоянии приблизительно 24 км на юг по прямой от районного центра поселка Рамешки.

## История
В 1859 г. в русской казенной деревне — 24 двора, в 1887 было 12 дворов. В советское время работали колхоз «Борец» и «Кушалино». В 2001 году в 35 домах жили местные жители,15 домов принадлежало наследникам и дачникам. До 2021 входила в сельское поселение Кушалино Рамешковского района до их упразднения.

## Население
Численность населения: 192 человека (1859 год), 242 (1886), 95 (1989), 82 (русские 95 %) в 2002 году, 78 в 2010.